# 鲳鱼岛
鲳鱼岛是钓鱼岛及其附属岛屿中的一个小岛，位于钓鱼岛西南，坐标为25°44.0′N 123°27.6′E。2012年3月3日，中华人民共和国国家海洋局、民政部公布其标准名称
。
鲳鱼岛是紧邻钓鱼岛的各个卫星小岛中最大的一个，其面积超过飞屿两倍。鲳鱼岛在南钓角西侧，距离仅百米左右，也是钓鱼岛附近最靠西的卫星岛。中华人民共和国公布的钓鱼岛海区的领海基线，其中一个基点就在鲳鱼岛。

## 外部連結
- 中華民國內政部釣魚臺列嶼簡介（繁體中文）
- ウオッちず 地図閲覧サービス（試験公開） （页面存档备份，存于）（日本国土地理院の地形図）（日語）